# 雙論
《雙論》，为《巴利三藏》中论藏的组成部分，南传上座部佛教典籍。
双论分为十品，论述诸法的关系。

## 譯本

### 漢譯
- 郭哲彰譯，漢譯南傳大藏經·雙論（第51-53冊），1996-1997，元亨寺妙林出版社

### 英譯
- U Nārada, U Nandamedha, U Kumārābhivaṁsa譯，The Book of Pairs，2021，SuttaCentral 網路版 （页面存档备份，存于）